# Daniel Staniszewski
Daniel Staniszewski (* 5. Mai 1997 in Ciechanów) ist ein polnischer Radsportler, der bei Rennen auf Straße und Bahn startet.

## Sportliche Laufbahn
Seit 2014 ist Daniel Staniszewski international vor allem im Bahnradsport aktiv. Im ersten Jahr errang er bei den Junioren-Europameisterschaften die Bronzemedaille in der Einerverfolgung. 2015 war er bei internationalen Junioren-Wettbewerben erfolgreich: Bei den Junioren-Weltmeisterschaften wurde er Vize-Weltmeister in der Verfolgung, und bei den Junioren-Europameisterschaften holte er in der Einerverfolgung den Titel. Im Vierer belegte er mit Dawid Czubak, Szymon Krawczyk und Mikolaj Sojka Platz drei. Zudem wurde er zweifacher polnischer Meister in der Elite (Einerverfolgung und Scratch). Im Jahr darauf wurde er mit Norbert Banaszek polnischer Meister im Zweier-Mannschaftsfahren. Beim Weltcup-Rennen 2017 in Glasgow stellte er mit 4:18,217 Minuten einen neuen polnischen Rekord auf und verbesserte den Rekord von Adrian Tekliński aus dem Jahr zuvor (4:20,05) um nahezu zwei Sekunden.
2017 gewann Staniszewski gemeinsam mit Wojciech Pszczolarski bei den Bahneuropameisterschaften in Berlin Bronze im Zweier-Mannschaftsfahren. Bei den Nachwuchs-U23-Europameisterschaft war er mit zwei Mal Bronze (Einer- und Mannschaftsverfolgung) ebenfalls erfolgreich.

## Erfolge
2014
- Junioren-Europameisterschaft – Einerverfolgung

2015
- Junioren-Weltmeisterschaft – Einerverfolgung
- Junioren-Europameister – Einerverfolgung
- Junioren-Europameisterschaft – Mannschaftsverfolgung (mit Dawid Czubak, Szymon Krawczyk und Mikolaj Sojka)
- Polnischer Meister – Einerverfolgung, Scratch

2016
- Polnischer Meister – Zweier-Mannschaftsfahren (mit Norbert Banaszek)

2017
- Europameisterschaft – Zweier-Mannschaftsfahren (mit Wojciech Pszczolarski)
- U23-Europameisterschaft – Einerverfolgung, Mannschaftsverfolgung (mit Dawid Czubak, Szymon Krawczyk und Bartosz Rudyk)
- Polnischer Meister – Einerverfolgung, Zweier-Mannschaftsfahren (mit Wojciech Pszczolarski)

2019
- Polnischer U23-Meister – Omnium
- Europaspiele – Omnium

2021
- Polnischer Meister – Scratch, Zweier-Mannschaftsfahren (mit Alan Banaszek)

## Teams
- 2016 Verva ActiveJet Pro Cycling Team